# Канадей (приток Канадейки)
Канадей — река в России, протекает по Ульяновской области; верховья в Пензенской области. Устье реки находится в 37 км по правому берегу реки Канадейка. Длина реки составляет 19 км.

## Данные водного реестра
По данным государственного водного реестра России относится к Нижневолжскому бассейновому округу, водохозяйственный участок реки — Сызранка от истока до города Сызрань (выше города). Речной бассейн реки — Волга от верховий Куйбышевского водохранилища до впадения в Каспий.
Код объекта в государственном водном реестре — 11010001312112100008984.